# Башин-Кали
Башин-Кали (чечен. Башан-кхелли) — село в Итум-Калинском районе Чеченской республики. Входит в состав Гучум-Калинского сельского поселения.

## География
Расположено на левом берегу реки Аргун, напротив села Гучум-Кале.
Ближайшие населённые пункты: на севере — Борзой, на северо-востоке — Нихалой, Урдюхой, Дегесты, Беной, Хал-Килой и Шаро-Аргун, на юге — Ушкалой, на юго-западе — Гухой, на востоке — Саной.

## История

### В древности
У склона возле дороги было выявлено древнее поселение. При раскопках обнаружена керамика Бронзового века, которую можно отнести к Каякентско-Харачоевской культуре, также попадались остатки сосудов Раннего Средневековья, Развитого Средневековья и даже Нового времени. Территория памятника вследствие разрушения близлежащей дороги сократилось на 60—80 метров. На срезе склона было обнаружено два погребения, которых датируют периодом от раннего Железного века до Средневековья.

### Средневековье
В селе расположена Башен-Калинская боевая башня, датируемая в XIV—XVI веками. Также у селения, на правом берегу реки сохранились останки средневековой жилой башни.

### XIX век
По состоянию на 1858 год, в ауле Башин-Кале, числилось десять домов, включая сюда же и жилые башни, стоявшие на горе, за мостом. Примерно в то же время тут было сооружено укрепление, от которого ныне сохранились лишь остатки трёх стен и башни.

### XX век
В 1944 году коренное население ЧИ АССР было выселено. После восстановления ЧИ АССР чеченцам было запрещено возвращаться в свои исконные районы: Галанчожский, Шатойский и Итум-Калинский.

## Население
| 2002 | 2010 |
| ---- | ---- |
| 0    | →0   |